# Japanski kalendar
1. siječnja 1873. godine Japan je prihvatio gregorijanski kalendar. Prije toga se je Japan služio kineskim lunisolarni kalendar još od 7. stoljeća. japanske su ere još uvijek u uporabi.

### Sustavi brojanja godina
Tri su sustava računanja godina bila na snazi u Japanu otkad je u Japanu prihvaćeno računanje po gregorijanskom kalendaru:
- carska godina (jap. 皇紀, kōki), kojoj su osnove na mitskom osnivatelju Japana, cara Jimmua 660. pr. Kr.
- japanska razdoblja (jap. 年号, nengō), kojima je osnova vladanje trenutnog japanskog cara, čime je sadašnja godina 2025 Reiwa 2.
- gregorijanski kalendar (Anno Domini) (jap. 西暦, seireki)

Od tih triju, dva su danas ostala na snazi. 
Carski sustav brojanja godina (kōki) ostao je u od 1872. do Drugog svjetskog rata. 1. carska godina (Kōki 1) bila je godina kad je mitski car Jimmu osnovao Japan, što je prema gregorijanskom kalendaru bilo 660. pr. Kr. U smislu nacionalne svijesti,  kōki obuhvaća dugu povijest Japana i carske obitelji jer prikazuje veću brojku nego kršćansko brojanje godina od Kristova rođenja. Kōki 2600 (odnosno 1940.) je bila posebna godina. Za tu su obljetnicu bile planirane Ljetnje olimpijske igre 1940. i Svjetska izložba u Tokiju, no moralo ih se odgoditi zbog izbijanja Drugog kinesko-japanskog rata. Japanski zrakoplov Zero dobio je ime po ovoj godini (usporedi ništice u 2600). Nakon drugog svjetskog rata kad su SAD okupirale Japan prekinule su uporabu kōkija u službenim krugovima. Danas se kōki rijetko rabi, osim u nekim pravnim surječjima.

#### Prijestupne godine
Zakon iz 1898. koji je odredio koje će godine biti prijestupne godine službeno je utemeljen na računanju godina po kōkiju: ako je broj godine od ustoličenja cara Jinmua djeljiv s četiri, godina je prijestupna. Ako se među godinama koje su djeljive sa 100 kad se oduzme 660 od godine po kōkiju (odnosno godina poslije Kristova rođenja), ako količnik nije djeljiv s četiri, onda to nije prijestupna godina.
Tako je primjerice godina po kôkiju 2560 (=1900. po Kristovu rođenju) djeljiva s 4. 2560 umanjen za 660 je 1900 što je djeljivo sa 100. No, 1900/100 = 19 koji nije djeljiv s 4, tako da kōki 2560 nije prijestupna godina, kao i u većem dijelu ostatka svijeta. Stoga su prijestupne godine u Japanu iste kao one u gregorijanskom kalendaru.

### Dani u mjesecu
Svaki dan u mjesecu ima polusustavno ime. Imena općenito sadrže japansko čitanje ( kun ) brojeva do broja deset te kinesko čitanje (on) za daljnje brojeve, uz nekoliko iznimaka. Prikaz dolje pokazuje nadnevke pisanje tradicijskim brojevima, no većina arapskih brojaka (１日, ２日, ３日, etc.) su vrlo uobičajena u svakodnevnom pisanju, praktično na razini norme.
| 1.  | 一日   | tsuitachi (može se čitati i kao ichinichi, posebice u pravnoj i poslovnoj komunikaciji) |
| 2.  | 二日   | futsuka                                                                                 |
| 3.  | 三日   | mikka                                                                                   |
| 4.  | 四日   | yokka                                                                                   |
| 5.  | 五日   | itsuka                                                                                  |
| 6.  | 六日   | muika                                                                                   |
| 7.  | 七日   | nanoka                                                                                  |
| 8.  | 八日   | yōka                                                                                    |
| 9.  | 九日   | kokonoka                                                                                |
| 10. | 十日   | tōka                                                                                    |
| 11. | 十一日 | jūichi-nichi                                                                            |
| 12. | 十二日 | jūni-nichi                                                                              |
| 13. | 十三日 | jūsan-nichi                                                                             |
| 14. | 十四日 | jūyokka/jūyon-nichi                                                                     |
| 15. | 十五日 | jūgo-nichi                                                                              |
| 16. | 十六日 | jūroku-nichi                                                                            |

| 17  | 十七日   | jūshichi-nichi          |
| 18. | 十八日   | jūhachi-nichi           |
| 19. | 十九日   | jūku-nichi              |
| 20. | 二十日   | hatsuka                 |
| 21. | 二十一日 | nijūichi-nichi          |
| 22. | 二十二日 | nijūni-nichi            |
| 23. | 二十三日 | nijūsan-nichi           |
| 24. | 二十四日 | nijūyokka/nijūyon-nichi |
| 25. | 二十五日 | nijūgo-nichi            |
| 26. | 二十六日 | nijūroku-nichi          |
| 27. | 二十七日 | nijūshichi-nichi        |
| 28. | 二十八日 | nijūhachi-nichi         |
| 29. | 二十九日 | nijūku-nichi            |
| 30. | 三十日   | sanjū-nichi             |
| 31. | 三十一日 | sanjūichi-nichi         |

Tsuitachi je sažeti oblik od tsuki-tachi, koji znači "početak mjeseca". Zadnji dan u mjesecu zove se tsugomori, što znači "skriveni Mjesec". Ova klasična riječ dolazi iz tradicije lunisolarnog kalendara.
30. dan u mjesecu još se naziva imenom misoka, a 20. dan u mjesecu još se naziva imenom hatsuka. U današnjici su uobičajeniji nazivi po obrascu "broj od 28 do 31 + nichi. Ipak, misoku se više rabi u ugovorima i sl., naglašavajući time da bi plaćanje trebalo biti na ili do zadnjeg dana u mjesecu, bez obzira na koji nadnevak pada zadnji dan. Zadnji dan u godini zove se ōmisoka( 大晦日, "veliki 30. dan"). Ta se riječ rabi i danas.
Postoji tradicija uporabe riječi kichijitsu ("dan koji je dobar" ili "sretan dan") za ceremonijalne priredbe kao što su dan sastavljanja pozivnice za svadbu ili dan izgradnje spomen-ploče. No, nije priznat kao zakonski pokazatelj valjanog nadnevka. Tako primjerice oporuka koja sadrži riječ kichijitsu kao njen nadnevak sastavljanja nije zakonski valjana.

### Godišnja doba
| Hrvatsko ime | Japansko ime | Latinično | Tradicijski nadnevci      |
| ------------ | ------------ | --------- | ------------------------- |
| proljeće     | 春           | haru      | 4. veljače - 5. svibnja   |
| ljeto        | 夏           | natsu     | 6. svibnja - 7. kolovoza  |
| jesen        | 秋           | aki       | 8. kolovoza - 6. rujna    |
| zima         | 冬           | fuyu      | 7. studenoga - 3. veljače |

#### Posebni nadnevci godišnjih doba
Određeni nadnevci su posebnih imena radi označavanja promjene godišnjih doba. 24. sekki (jap. 二十四節気, nijūshi sekki, kineski: jieqi) su dani koji dijele solarnu godinu na četiri jednaka dijela. Zassetsu (雑節) je kolektivni izraz za sve ostale dane godišnjih doba, dane koji nisu 24. sekki. 72. kō (jap. 七十二候, shichijūni kō}} su dani koje se dobije daljnjim dijeljenjem 24. sekki na tri dijela. Ovi su dobili ime prema redovnoj promjeni vremenskih prilika u sjevernoj Kini, tako da imena ne odgovaraju promjenama svojstvena klimi japanskog otočja. Neka od tih imena kao shunbun, risshū i Tōji su još česta u svakodnevnom životu u Japanu.
| Hrvatsko ime | Današnje japansko ime | Staro japansko ime |
| ------------ | --------------------- | --- |
| siječanj     | 一月 (ichigatsu)      | mutsuki, 睦月 |
| veljača      | 二月 (nigatsu)        | kisaragi, 如月 ili kinusaragi, 衣更着 |
| ožujak       | 三月 (sangatsu)       | yayoi, 弥生 "novi život" |
| travanj      | 四月 (shigatsu)       | uzuki, 卯月 "mjesec u-no-hane". U-no-hana (卯の花) je cvijet iz roda Deutzia. |
| svibanj      | 五月 (gogatsu)        | satsuki, 皐月 ili sanaetsuki, 早苗月 |
| lipanj       | 六月 (rokugatsu)      | minatsuki, 水無月, "mjesec vode". Znak 無 koji obično znači "izočan" ili "nema", ovdje znači ateji, koji se rabi samo za zvuk "na". U ovom imenu na označuje posvojnu česticu, tako da minazuki znači "mjesec vode", a ne "mjesec bez vode", što je u svezi s poplavljivanjima rižinih polja, koja zahtijevaju mnogo vode. |
| srpanj       | 七月 (shichigatsu)    | fumizuki, 文月 |
| kolovoz      | 八月 (hachigatsu)     | hazuki, 葉月. U starom je japanskom bio zvan 葉落ち月 (haochizuki). |
| rujan        | 九月 (kugatsu)        | nagatsuki, 長月 |
| listopad     | 十月 (jūgatsu)        | kannazuki or kaminazuki, 神無月 |
| studeni      | 十一月 (jūichigatsu)  | shimotsuki, 霜月 |
| prosinac     | 十二月 (jūnigatsu)    | shiwasu, 師走 |